# Érize-Saint-Dizier
Érize-Saint-Dizier è un comune francese di 201 abitanti situato nel dipartimento della Mosa nella regione del Grand Est.

## Società

### Evoluzione demografica
Abitanti censiti